# Pythoplesius michaelseni
Pythoplesius michaelseni là một loài bọ cánh cứng trong họ Oedemeridae. Loài này được Kolbe miêu tả khoa học năm 1907.